# Caroline Garcia
Caroline Garcia (Saint-Germain-en-Laye, Yvelines, 16 de octubre de 1993) es una tenista profesional francesa.
Es nieta de españoles.

## Trayectoria deportiva

### 2020: semifinalista de dobles del Torneo de San Petersburgo y año marcado por la pandemia
En el Abierto de Australia pierde en segunda ronda 1-6, 6-2, 6-3 contra Ons Jabeur. 
Es semifinalista del Torneo de San Petersburgo en el cuadro de dobles junto a Johanna Konta perdiendo 6-4, 7-5 contra Kaitlyn Christian y Alexa Guarachi. 
En el Abierto de Estados Unidos pierde en tercera ronda 3-6, 3-6 contra Jennifer Brady. En Roland Garros alcanza la cuarta ronda donde pierde 6-1, 6-3 contra Elina Svitólina. 

### 2021: semifinalista del Torneo de Lausana
En el Abierto de Australia pierde en segunda ronda 2-6, 3-6 contra Naomi Osaka. 
En el Torneo de Dubái alcanza los octavos de final. En Roland Garros pierde en segunda ronda 7-5, 6-4 contra Polona Hercog. 
En Wimbledon pierde en primera ronda contra Jessica Pegula (6-3, 6-1). Es semifinalista del Torneo de Lausana perdiendo 7-5, 2-6, 2-6 contra su compatriota Clara Burel. 
En el Abierto de Estados Unidos pierde en segunda ronda 6-1, 6-4 contra Yelena Rybákina

### 2022: ganadora de dobles de Roland Garros, ganadora del Torneo de Bad Homburg, del Masters de Cincinnati y de las WTA Finals
En el Abierto de Australia pierde en primera ronda contra Hailey Baptiste (4-6, 7-6, 6-3). 
Es semifinalista del Torneo de Lyon perdiendo 2-6, 5-7 contra Zhang Shuai. En Roland Garros pierde en segunda ronda frente a Madison Keys (6-4, 7-6). En el cuadro de dobles es la ganadora junto a Kristina Mladenovic al imponerse en la final 6-2, 3-6, 2-6 a Jessica Pegula y Coco Gauff. 
Es la campeona del Torneo de Bad Homburg al imponerse en la final 7-6, 4-6, 4-6 frente a Bianca Andreescu. 
En Wimbledon alcanza los octavos de final perdiendo 7-5, 6-2 ante Marie Bouzková. Es semifinalista del Torneo de Lausana. 
Se proclama campeona del Torneo de Varsovia venciendo en la final a Ana Bogdan (6-4, 6-1). 
Es la ganadora del Masters de Cincinnati venciendo 2-6, 4-6 a Petra Kvitová en la final siendo su tercer WTA 1000. 
En el Abierto de Estados Unidos es semifinalista perdiendo dicho partido contra Ons Jabeur (1-6, 3-6).
Se proclama campeona de las WTA Finals de Fort Worth a las cuales se había clasificado como la jugadora número seis en el cuadro individual. En la semifinal vence 6-3, 6-2 a la griega María Sákkari y en la final vence 6-7, 4-6 a la bielorruso Aryna Sabalenka. 

### 2023: campeona en dobles del Torneo de Berlín y finalista de los Torneos de Lyon y Monterrey
Empieza la temporada disputando la United Cup en Perth como componente del equipo francés junto a Arthur Rinderknech, Alizé Cornet, Adrian Mannarino, Jessika Ponchet y Édouard Roger-Vasselin. Francia forma parte del Grupo F junto a Croacia y Argentina y queda como segunda de grupo. 
En el Abierto de Australia pierde en cuarta ronda contra Magda Linette (7-6, 6-4).
Es finalista del Torneo de Lyon perdiendo dicha final 6-7, 5-7 contra Alycia Parks. También es finalista del Torneo de Monterrey perdiendo 4-6, 6-3, 5-7 contra Donna Vekić. 
En Roland Garros pierde en segunda ronda 6-4, 3-6, 5-7 contra Anna Blinkova. 
Es campeona en dobles junto a Luisa Stefani del Torneo de Berlín. En Wimbledon pierde en tercer ronda 7-6, 4-6, 7-5 frente a Marie Bouzková. 
En el Abierto de Estados Unidos pierde en primera ronda 4-6, 1-6 contra Yafan Wang. Es semifinalista del Torneo de Guadalajara perdiendo 3-6, 0-6 contra María Sákkari. 

### 2024: juegos olímpicos y retirada temprana por ansiedad
Empieza la temporada disputando la United Cup en Sídney como componente del equipo francés junto a Adrian Mannarino, Amandine Hesse, Antoine Escoffier, Elixane Lechemia y Édouard Roger-Vasselin. Francia forma parte del Grupo D junto a Alemania e Italia y se clasifica como primera de grupo. Disputan los cuartos de final contra Noruega venciendo 2-1 y las semifinales contra Polonia perdiendo 3-0.
Es finalista del Torneo Internacional de Adelaida en el cuadro de dobles junto a Kristina Mladenovic perdiendo 7-5, 6-3 contra Beatriz Haddad Maia y Taylor Townsend. 
En el Abierto de Australia alcanza los cuartos de final del cuadro de dobles junto a  Kristina Mladenovic. En el cuadro individual pierde en segunda ronda 4-6, 6-7 contra Magdalena Fręch. 
Es semifinalista del Torneo de Ruan perdiendo 6-3, 6-2 contra Sloane Stephens. 
En Roland Garros pierde en segunda ronda contra Sofia Kenin (6-3, 6-3). En Wimbledon pierde en segunda ronda 6-3, 3-6, 4-6 contra Bernarda Pera. En el cuadro de dobles femeninos alcanza los octavos de final junto a Kristina Mladenovic. 
Participa en los Juegos Olímpicos de París en las categorías de individuales, dobles femeninos junto a Diane Parry y dobles minxtos junto a Édouard Roger-Vasselin. En el cuadro individual pierde en primera ronda contra la rumana Jaqueline Cristian (7-5, 3-6, 4-6). En el dobles femenino alcanza la segunda ronda y en el dobles mixto pierden en primera ronda.
En el Abierto de Estados Unidos pierde su primer partido frente a Renata Zarazúa (6-1, 6-4). En el Torneo de Guadalajara es semifinalista perdiendo 7(7)-6(4), 7-5 contra Magdalena Fręch. 
En el mes de septiembre Garcia anuncia que da por finalizada la temporada alegando problemas de ansiedad. 
Finaliza así clasificada como la número 48 del mundo en individuales y la número 76 en dobles. 

## Títulos de Grand Slam

### Dobles

#### Campeona (2)
| Año  | Torneo        | Pareja              | Oponentes en la final            | Resultado en la final |
| 2016 | Roland Garros | Kristina Mladenovic | Ekaterina Makarova Elena Vesnina | 6-3, 2-6, 6-4         |
| 2022 | Roland Garros | Kristina Mladenovic | Cori Gauff Jessica Pegula        | 2-6, 6-3, 6-2         |

#### Finalista (1)
| Año  | Torneo            | Pareja              | Oponentes en la final                | Resultado en la final |
| 2016 | Abierto de EE.UU. | Kristina Mladenovic | Bethanie Mattek-Sands Lucie Šafářová | 6-2, 6-7(5), 4-6      |

## Títulos WTA (19; 11+8)

### Individual (11)
| Leyenda                                |
| -------------------------------------- |
| Grand Slam (0)                         |
| Juegos Olímpicos (0)                   |
| WTA Finals (1)                         |
| P. Mandatory & Premier 5, WTA 1000 (3) |
| Premier, WTA 500 (0)                   |
| International, WTA 250 (7)             |

| N.º | Fecha                    | Torneo      | Superficie    | Oponente en la final | Resultado           |
| --- | ------------------------ | ----------- | ------------- | -------------------- | ------------------- |
| 1.  | 13 de abril de 2014      | Bogotá      | Tierra batida | Jelena Janković      | 6-3, 6-4            |
| 2.  | 21 de mayo de 2016       | Estrasburgo | Tierra batida | Mirjana Lučić-Baroni | 6-4, 6-1            |
| 3.  | 19 de junio de 2016      | Mallorca    | Hierba        | Anastasija Sevastova | 6-3, 6-4            |
| 4.  | 30 de septiembre de 2017 | Wuhan       | Dura          | Ashleigh Barty       | 6-7(3), 7-6(4), 6-2 |
| 5.  | 8 de octubre de 2017     | Pekín       | Dura          | Simona Halep         | 6-4, 7-6(3)         |
| 6.  | 14 de octubre de 2018    | Tianjin     | Dura          | Karolína Plíšková    | 7-6(7), 6-3         |
| 7.  | 16 de junio de 2019      | Nottingham  | Hierba        | Donna Vekić          | 2-6, 7-6(4), 7-6(4) |
| 8.  | 25 de junio de 2022      | Bad Homburg | Hierba        | Bianca Andreescu     | 6-7(5), 6-4, 6-4    |
| 9.  | 31 de julio de 2022      | Varsovia    | Tierra batida | Ana Bogdan           | 6-4, 6-1            |
| 10. | 21 de agosto de 2022     | Cincinnati  | Dura          | Petra Kvitová        | 6-2, 6-4            |
| 11. | 7 de noviembre de 2022   | WTA Finals  | Dura (i)      | Aryna Sabalenka      | 7-6(4), 6-4         |

#### Finalista (6)
| N.º | Fecha                 | Torneo      | Superficie    | Oponente en la final | Resultado        |
| 1.  | 28 de febrero de 2015 | Acapulco    | Dura          | Timea Bacsinszky     | 3-6, 0-6         |
| 2.  | 8 de marzo de 2015    | Monterrey   | Dura          | Timea Bacsinszky     | 6-4, 2-6, 4-6    |
| 3.  | 25 de mayo de 2019    | Estrasburgo | Tierra batida | Dayana Yastremska    | 4-6, 7-5, 6-7(3) |
| 4.  | 5 de febrero de 2023  | Lyon        | Dura (i)      | Alycia Parks         | 6-7(7), 5-6      |
| 5.  | 5 de marzo de 2023    | Monterrey   | Dura          | Donna Vekić          | 4-6, 6-3, 5-7    |

### Dobles (8)
| Leyenda                                |
| -------------------------------------- |
| Grand Slam (2)                         |
| Juegos Olímpicos (0)                   |
| WTA Finals (0)                         |
| P. Mandatory & Premier 5, WTA 1000 (1) |
| Premier, WTA 500 (4)                   |
| International, WTA 250 (1)             |

| N.º | Fecha               | Torneo        | Superficie        | Pareja              | Oponentes en la final                  | Resultado           |
| --- | ------------------- | ------------- | ----------------- | ------------------- | -------------------------------------- | ------------------- |
| 1.  | 13 de abril de 2014 | Bogotá        | Tierra batida     | Lara Arruabarrena   | Vania King Chanelle Scheepers          | 7-6(5), 6-4         |
| 2.  | 27 de junio de 2015 | Eastbourne    | Hierba            | Katarina Srebotnik  | Yung-Jan Chan Jie Zheng                | 7-6(5), 6-2         |
| 3.  | 10 de abril de 2016 | Charleston    | Tierra batida     | Kristina Mladenovic | Bethanie Mattek-Sands Lucie Šafářová   | 6-2, 7-5            |
| 4.  | 24 de abril de 2016 | Stuttgart     | Tierra batida (i) | Kristina Mladenovic | Martina Hingis Sania Mirza             | 2-6, 6-1, [10-6]    |
| 5.  | 7 de mayo de 2016   | Madrid        | Tierra batida     | Kristina Mladenovic | Martina Hingis Sania Mirza             | 6-4, 6-4            |
| 6.  | 5 de junio de 2016  | Roland Garros | Tierra batida     | Kristina Mladenovic | Ekaterina Makarova Elena Vesnina       | 6-3, 2-6, 6-4       |
| 7.  | 5 de junio de 2022  | Roland Garros | Tierra batida     | Kristina Mladenovic | Cori Gauff Jessica Pegula              | 2-6, 6-3, 6-2       |
| 8.  | 25 de junio de 2023 | Berlín        | Hierba            | Luisa Stefani       | Kateřina Siniaková Markéta Vondroušová | 4-6, 7-6(8), [10-4] |

#### Finalista (11)
| N.º | Fecha                    | Torneo            | Superficie        | Pareja              | Oponentes en la final                | Resultado         |
| --- | ------------------------ | ----------------- | ----------------- | ------------------- | ------------------------------------ | ----------------- |
| 1.  | 27 de septiembre de 2014 | Wuhan             | Dura              | Cara Black          | Martina Hingis Flavia Pennetta       | 4-6, 7-5, [10-12] |
| 2.  | 12 de octubre de 2014    | Linz              | Dura              | Annika Beck         | Ioana Raluca Olaru Anna Tatishvili   | 2-6, 1-6          |
| 3.  | 18 de octubre de 2014    | Moscú             | Dura (i)          | Arantxa Parra       | Martina Hingis Flavia Pennetta       | 3-6, 5-7          |
| 4.  | 10 de enero de 2015      | Brisbane          | Dura              | Katarina Srebotnik  | Martina Hingis Sabine Lisicki        | 2-6, 5-7          |
| 5.  | 26 de abril de 2015      | Stuttgart         | Tierra batida (i) | Katarina Srebotnik  | Bethanie Mattek-Sands Lucie Šafářová | 4-6, 3-6          |
| 6.  | 16 de agosto de 2015     | Toronto           | Dura              | Katarina Srebotnik  | Bethanie Mattek-Sands Lucie Šafářová | 1-6, 2-6          |
| 7.  | 15 de enero de 2016      | Sídney            | Dura              | Kristina Mladenovic | Martina Hingis Sania Mirza           | 6-1, 5-7, [5-10]  |
| 8.  | 20 de febrero de 2016    | Dubái             | Dura              | Kristina Mladenovic | Chia-Jung Chuang Darija Jurak        | 4-6, 4-6          |
| 9.  | 11 de septiembre de 2016 | Abierto de EE.UU. | Dura              | Kristina Mladenovic | Bethanie Mattek-Sands Lucie Šafářová | 6-2, 6-7(5), 4-6  |
| 10. | 9 de octubre de 2016     | Pekín             | Dura              | Kristina Mladenovic | Bethanie Mattek-Sands Lucie Šafářová | 4-6, 4-6          |
| 11. | 12 de enero de 2024      | Adelaida          | Dura              | Kristina Mladenovic | Beatriz Haddad Maia Taylor Townsend  | 5-7, 3-6          |

## Títulos WTA 125s

### Individual (1)
| N.º | Fecha                   | Torneos | Superficie | Pareja         | Oponente |
| --- | ----------------------- | ------- | ---------- | -------------- | -------- |
| 1.  | 15 de noviembre de 2015 | Limoges | Dura       | Louisa Chirico | 6-1, 6-3 |

## Títulos ITF

### Individual
| Torneos de $100 000 |
| Torneos de $75 000  |
| Torneos de $50 000  |
| Torneos de $25 000  |
| Torneos de $10 000  |

#### Finalista (3)
| Resultado | N.º | Fecha      | Torneo                  | Superficie    | Rival en la final    | Resultado |
| --------- | --- | ---------- | ----------------------- | ------------- | -------------------- | --------- |
| Finalista | 1.  | 11.07.2010 | Aschaffenburg, Alemania | Tierra batida | Mădălina Gojnea      | 1-6, 0-6  |
| Finalista | 2.  | 11.04.2011 | Osprey, Florida, USA    | Tierra batida | Claire de Gubernatis | 4-6, 4-6  |
| Finalista | 3.  | 11.07.2010 | Kazán, Rusia            | Dura          | Yulia Putintseva     | 4-6, 2-6  |

### Dobles (4)
| Torneos de $100 000 |
| Torneos de $75 000  |
| Torneos de $50 000  |
| Torneos de $25 000  |
| Torneos de $10 000  |

| N.º | Fecha      | Torneo                     | Superficie    | Pareja           | Rivales                           | Resultado        |
| --- | ---------- | -------------------------- | ------------- | ---------------- | --------------------------------- | ---------------- |
| 1.  | 21.09.2009 | Espinho, Portugal          | Tierra batida | Elixane Lechemia | Mishel Ojremchuk Morgane Pons     | 7-5, 6-1         |
| 2.  | 10.05.2011 | Saint-Gaudens, Francia     | Tierra batida | Aurélie Vedy     | Anastasia Pivovarova Olga Savchuk | 6-3, 6-3         |
| 3.  | 08.10.2012 | Suzhou, China              | Dura          | Timea Bacsinszky | Zhaoxuan Yang Yi-Jing Zhao        | 7-5, 6-3         |
| 4.  | 22.10.2012 | Taipéi, República de China | Dura          | Chan Chin-wei    | Shao-Yuan Kao Huan-Chen Lee       | 4-6, 6-4, [10-6] |

## Clasificación histórica
| Torneo                    | 2011       | 2012       | 2013       | 2014       | 2015       | 2016       | 2017       | 2018       | 2019       | 2020       | 2021       | 2022       | 2023 | Títulos | G - P |
| Grand Slam                | Grand Slam | Grand Slam | Grand Slam | Grand Slam | Grand Slam | Grand Slam | Grand Slam | Grand Slam | Grand Slam | Grand Slam | Grand Slam | Grand Slam |      |         |       |
| ------------------------- | ---------- | ---------- | ---------- | ---------- | ---------- | ---------- | ---------- | ---------- | ---------- | ---------- | ---------- | ---------- | ---- | ------- | ----- |
| Abierto de Australia      | 2R         | A          | 1R         | 1R         | 3R         | 1R         | 3R         | 4R         | 3R         | 2R         | 2R         | 1R         | 4R   | 0/12    | 15-12 |
| Roland Garros             | 2R         | 1R         | 2R         | 1R         | 1R         | 2R         | CF         | 4R         | 2R         | 4R         | 2R         | 2R         | 2R   | 0/13    | 17-13 |
| Wimbledon                 | A          | A          | 2R         | 3R         | 1R         | 2R         | 4R         | 1R         | 1R         | ND         | 1R         | 4R         | 3R   | 0/10    | 12-10 |
| Abierto de Estados Unidos | A          | A          | 2R         | 1R         | 1R         | 3R         | 3R         | 3R         | 1R         | 3R         | 2R         | SF         | 1R   | 0/11    | 15-11 |
| Ganados - Perdidos        | 2-2        | 0-1        | 3-4        | 2-4        | 2-4        | 4-4        | 11-4       | 8-4        | 3-4        | 6-3        | 3-4        | 9-4        | 6-4  | 0/46    | 59-46 |

## Torneos individuales por año

#### 2025
| N.º | Fecha               | Torneo               | Categoría  | Superficie | Ronda | Oponente    |
| --- | ------------------- | -------------------- | ---------- | ---------- | ----- | ----------- |
| 1   | 13 de enero de 2025 | Abierto de Australia | Grand Slam | Dura       | 1R    | Naomi Osaka |

#### 2024
| N.º | Fecha                    | Torneo                    | Categoría        | Superficie    | Ronda | Oponente           |
| --- | ------------------------ | ------------------------- | ---------------- | ------------- | ----- | ------------------ |
| 1   | 10 de enero de 2024      | Adelaida                  | WTA 500          | Dura          | OF    | Jelena Ostapenko   |
| 2   | 17 de enero de 2024      | Abierto de Australia      | Grand Slam       | Dura          | 2R    | Magdalena Fręch    |
| 3   | 5 de febrero de 2024     | Abu Dabi                  | WTA 500          | Dura          | R32   | Sorana Cîrstea     |
| 4   | 12 de febrero de 2024    | Doha                      | WTA 1000         | Dura          | R64   | Naomi Osaka        |
| 5   | 18 de febrero de 2024    | Dubái                     | WTA 1000         | Dura          | R64   | Ashlyn Krueger     |
| 6   | 12 de marzo de 2024      | Indian Wells              | WTA 1000         | Dura          | R32   | María Sákkari      |
| 7   | 27 de marzo de 2024      | Miami                     | WTA 1000         | Dura          | CF    | Danielle Collins   |
| 8   | 20 de abril de 2024      | Ruan                      | WTA 125s         | Dura          | SF    | Sloane Stephens    |
| 9   | 28 de abril de 2024      | Madrid                    | WTA 1000         | Tierra batida | R32   | Jasmine Paolini    |
| 10  | 12 de mayo de 2024       | Roma                      | WTA 1000         | Tierra batida | R32   | Danielle Collins   |
| 11  | 29 de mayo de 2024       | Roland Garros             | Grand Slam       | Tierra batida | 2R    | Sofia Kenin        |
| 12  | 4 de julio de 2024       | Wimbledon                 | Grand Slam       | Hierba        | 2R    | Bernarda Pera      |
| 13  | 27 de julio de 2024      | Paris                     | Juegos Olímpicos | Tierra batida | 1R    | Jaqueline Cristian |
| 14  | 27 de agosto de 2024     | Abierto de Estados Unidos | Grand Slam       | Dura          | 1R    | Renata Zarazúa     |
| 15  | 15 de septiembre de 2024 | Guadalajara               | WTA 500          | Dura          | SF    | Magdalena Fręch    |

#### 2023
| N.º | Fecha                    | Torneo                    | Categoría        | Superficie    | Ronda | Oponente            |
| --- | ------------------------ | ------------------------- | ---------------- | ------------- | ----- | ------------------- |
| 1   | 12 de enero de 2023      | Adelaida                  | WTA 500          | Dura          | CF    | Belinda Bencic      |
| 2   | 23 de enero de 2023      | Abierto de Australia      | Grand Slam       | Dura          | 4R    | Magda Linette       |
| 3   | 5 de febrero de 2023     | Lyon                      | WTA 250          | Dura          | F     | Alycia Parks        |
| 4   | 16 de febrero de 2023    | Doha                      | WTA 1000         | Dura          | CF    | María Sákkari       |
| 5   | 21 de febrero de 2023    | Dubái                     | WTA 1000         | Dura          | R32   | Madison Keys        |
| 6   | 5 de marzo de 2023       | Monterrey                 | WTA 250          | Dura          | F     | Donna Vekić         |
| 7   | 15 de marzo de 2023      | Indian Wells              | WTA 1000         | Dura          | OF    | Sorana Cîrstea      |
| 8   | 24 de marzo de 2023      | Miami                     | WTA 1000         | Dura          | R64   | Sorana Cîrstea      |
| 9   | 21 de abril de 2023      | Stuttgart                 | WTA 500          | Tierra batida | CF    | Anastasiya Potápova |
| 10  | 29 de abril de 2023      | Madrid                    | WTA 1000         | Tierra batida | R32   | Mayar Sherif        |
| 11  | 13 de mayo de 2023       | Roma                      | WTA 1000         | Tierra batida | R32   | Camila Osorio       |
| 12  | 31 de mayo de 2023       | Roland Garros             | Grand Slam       | Tierra batida | 2R    | Anna Blinkova       |
| 13  | 24 de junio de 2023      | Berlín                    | WTA 500          | Hierba        | CF    | Petra Kvitová       |
| 14  | 29 de junio de 2023      | Eastbourne                | WTA 500          | Hierba        | CF    | Daria Kasátkina     |
| 15  | 7 de julio de 2023       | Wimbledon                 | Grand Slam       | Hierba        | 3R    | Marie Bouzková      |
| 16  | 3 de agosto de 2023      | Washington                | WTA 500          | Dura          | OF    | Marta Kostiuk       |
| 17  | 9 de agosto de 2023      | Canadá                    | WTA 1000         | Dura          | R32   | Marie Bouzková      |
| 18  | 16 de agosto de 2023     | Cincinnati                | WTA 1000         | Dura          | R32   | Sloane Stephens     |
| 19  | 24 de agosto de 2023     | Cleveland                 | WTA 250          | Dura          | CF    | Zhu Lin             |
| 20  | 29 de agosto de 2023     | Abierto de Estados Unidos | Grand Slam       | Dura          | 1R    | Yafan Wang          |
| 21  | 14 de septiembre de 2023 | San Diego                 | WTA 500          | Dura          | CF    | Danielle Collins    |
| 22  | 23 de septiembre de 2023 | Guadalajara               | WTA 1000         | Dura          | SF    | María Sákkari       |
| 23  | 29 de septiembre de 2023 | Tokio                     | WTA 500          | Dura          | CF    | María Sákkari       |
| 24  | 6 de octubre de 2023     | Pekín                     | WTA 1000         | Dura          | CF    | Iga Świątek         |
| 25  | 11 de octubre de 2023    | Zhengzhou                 | WTA 125K         | Dura          | OF    | Jasmine Paolini     |
| 26  | 27 de octubre de 2023    | Zhuhai                    | WTA Elite Trophy | Dura          | FG    | Beatriz Haddad Maia |

#### 2022
| N.º | Fecha                    | Torneo                    | Categoría  | Superficie    | Ronda | Oponente             |
| --- | ------------------------ | ------------------------- | ---------- | ------------- | ----- | -------------------- |
| 1   | 4 de enero de 2022       | Melbourne                 | WTA 500    | Dura          | R32   | Anastasija Sevastova |
| 2   | 13 de enero de 2022      | Sídney                    | WTA 500    | Dura          | CF    | Barbora Krejčíková   |
| 3   | 18 de enero de 2022      | Abierto de Australia      | Grand Slam | Dura          | 1R    | Hailey Baptiste      |
| 4   | 14 de febrero de 2022    | Dubái                     | WTA 1000   | Dura          | R32   | Barbora Krejčíková   |
| 5   | 22 de febrero de 2022    | Doha                      | WTA 1000   | Dura          | R32   | Coco Gauff           |
| 6   | 5 de marzo de 2022       | Lyon                      | WTA 250    | Dura          | SF    | Zhang Shuai          |
| 7   | 11 de marzo de 2022      | Indian Wells              | WTA 1000   | Dura          | R64   | Emma Raducanu        |
| 8   | 22 de marzo de 2022      | Miami                     | WTA 1000   | Dura          | R128  | Anna Bondár          |
| 9   | 26 de mayo de 2022       | Roland Garros             | Grand Slam | Tierra batida | 2R    | Madison Keys         |
| 10  | 9 de junio de 2022       | Nottingham                | WTA 250    | Hierba        | OF    | Alison Riske         |
| 11  | 15 de junio de 2022      | Birmingham                | WTA 250    | Hierba        | OF    | Katie Boulter        |
| 12  | 25 de junio de 2022      | Bad Homburg               | WTA 500    | Hierba        | G     | Bianca Andreescu     |
| 13  | 3 de julio de 2022       | Wimbledon                 | Grand Slam | Hierba        | OF    | Marie Bouzková       |
| 14  | 16 de julio de 2022      | Lausana                   | WTA 250    | Tierra batida | SF    | Petra Martić         |
| 15  | 22 de julio de 2022      | Palermo                   | WTA 250    | Tierra batida | CF    | Lucia Bronzetti      |
| 16  | 31 de julio de 2022      | Varsovia                  | WTA 250    | Tierra batida | G     | Ana Bogdan           |
| 17  | 8 de agosto de 2022      | Canadá                    | WTA 1000   | Dura          | R64   | Alizé Cornet         |
| 18  | 21 de agosto de 2022     | Cincinnati                | WTA 1000   | Dura          | G     | Petra Kvitová        |
| 19  | 9 de septiembre de 2022  | Abierto de Estados Unidos | Grand Slam | Dura          | SF    | Ons Jabeur           |
| 20  | 21 de septiembre de 2022 | Tokio                     | WTA 500    | Dura          | OF    | Zhang Shuai          |
| 21  | 11 de octubre de 2022    | San Diego                 | WTA 500    | Dura          | R32   | Danielle Collins     |
| 22  | 21 de octubre de 2022    | Guadalajara               | WTA 1000   | Dura          | OF    | Sloane Stephens      |
| 23  | 8 de noviembre de 2022   | Forth Worth               | WTA Finals | Dura          | G     | Aryna Sabalenka      |

#### 2021
| N.º | Fecha                    | Torneo                    | Categoría        | Superficie    | Ronda           | Oponente                 |
| --- | ------------------------ | ------------------------- | ---------------- | ------------- | --------------- | ------------------------ |
| 1   | 3 de febrero de 2021     | Melbourne                 | WTA 500          | Dura          | OF              | Elise Mertens            |
| 2   | 10 de febrero de 2021    | Abierto de Australia      | Grand Slam       | Dura          | 2R              | Naomi Osaka              |
| 3   | 13 de febrero de 2021    | Melbourne                 | WTA 250          | Dura          | R64             | Misaki Doi               |
| 4   | 22 de febrero de 2021    | Adelaida                  | WTA 500          | Dura          | R32             | Anastasija Sevastova     |
| 5   | 4 de marzo de 2021       | Lyon                      | WTA 250          | Dura          | OF              | Viktorija Golubic        |
| 6   | 10 de marzo de 2021      | Dubái                     | WTA 1000         | Dura          | OF              | Elise Mertens            |
| 7   | 25 de marzo de 2021      | Miami                     | WTA 1000         | Dura          | R64             | Simona Halep             |
| 8   | 12 de mayo de 2021       | Roma                      | WTA 1000         | Tierra batida | R32             | Veronika Kudermétova     |
| 9   | 20 de mayo de 2021       | Parma                     | WTA 250          | Tierra batida | CF              | Kateřina Siniaková       |
| 10  | 26 de mayo de 2021       | Eastbourne                | WTA 500          | Hierba        | OF              | Barbora Krejčíková       |
| 11  | 2 de junio de 2021       | Roland Garros             | Grand Slam       | Tierra batida | 2R              | Polona Hercog            |
| 12  | 16 de junio de 2021      | Birmingham                | WTA 250          | Hierba        | OF              | Marie Bouzková           |
| 13  | 19 de junio de 2021      | Eastbourne                | WTA 500          | Hierba        | Clasificatorios | Shelby Rogers            |
| 14  | 29 de junio de 2021      | Wimbledon                 | Grand Slam       | Hierba        | 1R              | Jessica Pegula           |
| 15  | 7 de julio de 2021       | Hamburgo                  | WTA 250          | Tierra batida | R32             | Jule Niemeier            |
| 16  | 17 de julio de 2021      | Lausana                   | WTA 250          | Tierra batida | SF              | Clara Burel              |
| 17  | 24 de julio de 2021      | Tokio                     | Juegos Olímpicos | Dura          | 1R              | Donna Vekić              |
| 18  | 4 de agosto de 2021      | San José                  | WTA 500          | Dura          | OF              | Daria Kasátkina          |
| 19  | 10 de agosto de 2021     | Canadá                    | WTA 1000         | Dura          | R64             | Anastasía Pavliuchénkova |
| 20  | 19 de agosto de 2021     | Cincinnati                | WTA 1000         | Dura          | R32             | Garbiñe Muguruza         |
| 21  | 24 de agosto de 2021     | Cleveland                 | WTA 250          | Dura          | OF              | Anett Kontaveit          |
| 22  | 1 de septiembre de 2021  | Abierto de Estados Unidos | Grand Slam       | Dura          | 2R              | Yelena Rybákina          |
| 23  | 20 de septiembre de 2021 | Ostrava                   | WTA 500          | Dura          | R32             | Anastasiya Potápova      |
| 24  | 27 de septiembre de 2021 | Chicago                   | WTA 500          | Dura          | R64             | Mai Hontama              |
| 25  | 10 de octubre de 2021    | Indian Wells              | WTA 1000         | Dura          | R64             | Coco Gauff               |
| 26  | 17 de diciembre de 2021  | Limoges                   | WTA 125s         | Dura          | CF              | Vera Zvonariova          |

## Torneos de dobles por año

### Dobles femeninos

#### 2024
| N.º | Fecha                 | Compañera           | Torneo               | Categoría        | Superficie    | Ronda |
| --- | --------------------- | ------------------- | -------------------- | ---------------- | ------------- | ----- |
| 1   | 12 de enero de 2024   | Kristina Mladenovic | Adelaida             | WTA 500          | Dura          | F     |
| 2   | 23 de enero de 2024   | Kristina Mladenovic | Abierto de Australia | Grand Slam       | Dura          | CF    |
| 3   | 11 de febrero de 2024 | Kristina Mladenovic | Doha                 | WTA 1000         | Dura          | R32   |
| 4   | 22 de febrero de 2024 | Kristina Mladenovic | Dubái                | WTA 1000         | Dura          | CF    |
| 5   | 10 de marzo de 2024   | Xu Yifan            | Indian Wells         | WTA 1000         | Dura          | R32   |
| 6   | 7 de julio de 2024    | Kristina Mladenovic | Wimbledon            | Grand Slam       | Hierba        | OF    |
| 7   | 30 de julio de 2024   | Diane Parry         | Paris                | Juegos Olímpicos | Tierra batida | 2R    |

#### 2023
| N.º | Fecha                    | Compañera           | Torneo     | Categoría  | Superficie | Ronda |
| --- | ------------------------ | ------------------- | ---------- | ---------- | ---------- | ----- |
| 1   | 25 de junio de 2023      | Luisa Stefani       | Berlín     | WTA 500    | Hierba     | G     |
| 2   | 11 de julio de 2023      | Luisa Stefani       | Wimbledon  | Grand Slam | Hierba     | CF    |
| 3   | 8 de agosto de 2023      | Petra Martić        | Canadá     | WTA 1000   | Dura       | R32   |
| 4   | 14 de agosto de 2023     | Marta Kostiuk       | Cincinnati | WTA 1000   | Dura       | R32   |
| 5   | 11 de septiembre de 2023 | Demi Schuurs        | San Diego  | WTA 500    | Dura       | OF    |
| 6   | 3 de octubre de 2023     | Kristina Mladenovic | Pekín      | WTA 1000   | Dura       | OF    |

#### 2022
| N.º | Fecha                   | Compañera           | Torneo                    | Categoría  | Superficie    | Ronda |
| --- | ----------------------- | ------------------- | ------------------------- | ---------- | ------------- | ----- |
| 1   | 21 de enero de 2022     | Kristina Mladenovic | Abierto de Australia      | Grand Slam | Dura          | 2R    |
| 2   | 5 de junio de 2022      | Kristina Mladenovic | Roland Garros             | Grand Slam | Tierra batida | G     |
| 3   | 18 de agosto de 2022    | Petra Martić        | Cincinnati                | WTA 1000   | Dura          | R32   |
| 4   | 7 de septiembre de 2022 | Kristina Mladenovic | Abierto de Estados Unidos | Grand Slam | Dura          | CF    |

#### 2021
| N.º | Fecha                   | Compañera           | Torneo                    | Categoría        | Superficie    | Ronda |
| --- | ----------------------- | ------------------- | ------------------------- | ---------------- | ------------- | ----- |
| 1   | 1 de febrero de 2021    | Nadia Podoroska     | Melbourne                 | WTA 500          | Dura          | R32   |
| 2   | 31 de marzo de 2021     | Nadia Podoroska     | Miami                     | WTA 1000         | Dura          | CF    |
| 3   | 11 de mayo de 2021      | Nadia Podoroska     | Roma                      | WTA 1000         | Tierra batida | R32   |
| 4   | 16 de mayo de 2021      | Ellen Perez         | Parma                     | WTA 250          | Tierra batida | OF    |
| 5   | 1 de julio de 2021      | Gabriela Dabrowski  | Wimbledon                 | Grand Slam       | Hierba        | 1R    |
| 6   | 25 de julio de 2021     | Kristina Mladenovic | Tokio                     | Juegos Olímpicos | Dura          | 1R    |
| 7   | 3 de septiembre de 2021 | Nadia Podoroska     | Abierto de Estados Unidos | Grand Slam       | Dura          | 1R    |

### Dobles mixtos

#### 2024
| N.º | Fecha               | Compañero              | Torneo | Categoría        | Superficie    | Ronda |
| --- | ------------------- | ---------------------- | ------ | ---------------- | ------------- | ----- |
| 1   | 29 de julio de 2024 | Édouard Roger-Vasselin | Paris  | Juegos Olímpicos | Tierra batida | 1R    |

#### 2021
| N.º | Fecha              | Compañero     | Torneo        | Categoría  | Superficie    | Ronda |
| --- | ------------------ | ------------- | ------------- | ---------- | ------------- | ----- |
| 1   | 5 de junio de 2021 | Nicolas Mahut | Roland Garros | Grand Slam | Tierra batida | 2R    |